# Hebenstretia ramosissima
Hebenstretia ramosissima är en flenörtsväxtart som beskrevs av Jarosz. Hebenstretia ramosissima ingår i släktet gatörter, och familjen flenörtsväxter. Inga underarter finns listade i Catalogue of Life.